# Dekanat Ciechanowiec
Dekanat Ciechanowiec – jeden z 11 dekanatów w rzymskokatolickiej diecezji drohiczyńskiej.

## Parafie
W skład dekanatu wchodzi 7 parafii:
- parafia Trójcy Przenajświętszej – Ciechanowiec
- parafia św. Jana Chrzciciela – Granne
- parafia MB Królowej Polski – Niemyje Nowe
- parafia Przemienienia Pańskiego – Perlejewo
- parafia pw. św. Stanisława Biskupa i Męczennika – Pobikry
- parafia św. Doroty – Winna-Poświętna

Na terenie dekanatu istnieje 1 kościół rektoralny:
- kościół rektoralny MB Ostrobramskiej – Czaje

## Sąsiednie dekanaty
Brańsk, Czyżew (diec. łomżyńska), Drohiczyn, Sokołów Podlaski, Sterdyń, Szepietowo (diec. łomżyńska)